# Список заслуженных тренеров СССР (альпинизм)
Почётное спортивное звание, присваивалось в 1956—1992 годах.
В данный список включены персоналии, получившие звание «заслуженный тренер СССР» за достижения в области альпинизма и скалолазания.
| 1961 год |                                      |            |                         |           |               |  |
| 1        | Абалаков Виталий Михайлович          | ??.05.1961 |                         | Москва    | «Спартак»     |  |
| 2        | Белецкий Евгений Андрианович         | ??.05.1961 |                         | Ленинград | «Труд»        |  |
| 3        | Гигенейшвили Отар Исидорович         | ??.05.1961 |                         | Тбилиси   | «Буревестник» |  |
| 4        | Грудзинский Михаил Эдуардович        | ??.05.1961 |                         | Алма-Ата  | «Буревестник» |  |
| 5        | Иванишвили Алексей Иванович          | ??.05.1961 |                         | Тбилиси   | «Спартак»     |  |
| 6        | Кузьмин Кирилл Константинович        | ??.05.1961 |                         | Москва    | «Буревестник» |  |
| 1962 год |                                      |            |                         |           |               |  |
| 1        | Ануфриков Михаил Иванович            | ??.01.1962 |                         | Москва    | «Спартак»     |  |
| 2        | Балабанов Александр Фёдорович        | ??.01.1962 |                         | Нальчик   | «Труд»        |  |
| 1964 год |                                      |            |                         |           |               |  |
| 1        | Борушко Михаил Семенович             | ??.03.1964 | ??.??.1909              | Харьков   |               |  |
| 2        | Одноблюдов Георгий (Юрий) Васильевич | ??.03.1964 | ??.??.1911 — 07.09.1976 | Москва    |               |  |
| 3        | Тенишев Шакир Сабиржанович           | ??.07.1964 |                         | Нальчик   | «Спартак»     |  |

## 1964
- Залиханов, Хусейн Чоккаевич 1917

## 1965
- Антонович, Иван Иосифович
- Буданов, Пётр Петрович
- Коленов, Георгий Прокофьевич 1917
- Кропф, Фердинанд Алоизович 1914
- Малеинов, Андрей Александрович 1911—1991

## 1966
- Коломенский, Валентин Михайлович 19.06.1908 — 28.09.1995

## 1976
- Радель, Витольд Александрович 1914—1989

## 1979
- Ильинский, Ерванд Тихонович

## 1980
- Путинцев, Владимир Григорьевич 1917 (скалолазание)

## 1981
- Полевой, Григорий Владимирович

## 1982
- Овчинников, Анатолий Георгиевич
- Романов, Борис Тимофеевич 1926
- Тамм, Евгений Игоревич

## 1989
- Ефимов, Сергей Борисович
- Иванов, Валентин Андреевич
- Мысловский, Эдуард Викентьевич
- Чёрный, Николай Дмитриевич
- Шевченко, Александр Васильевич

## 1990
- Шатаев, Владимир Николаевич

## неизв
- Сивцов Б. Г.